# Radiella sol
Radiella sol är en svampdjursart som beskrevs av Schmidt 1870. Radiella sol ingår i släktet Radiella och familjen Polymastiidae.
Artens utbredningsområde är Kuba. Arten är reproducerande i Sverige. Inga underarter finns listade i Catalogue of Life.